# Nina Petrowna Demme

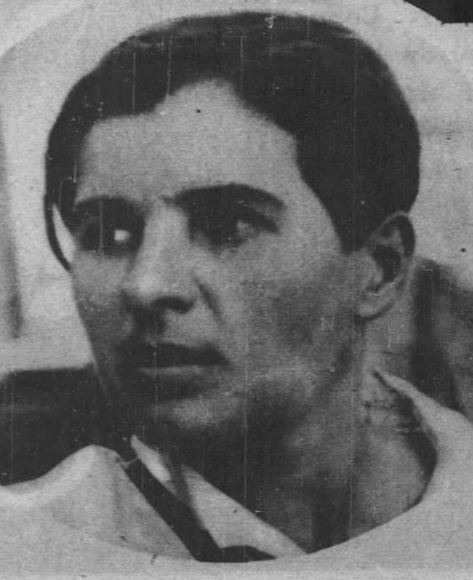
Nina Petrowna Demme (1932)

Nina Petrowna Demme (russisch Нина Петровна Демме; * 11. Januarjul. / 24. Januar 1902greg. in Kostroma; † 16. März 1977 in Leningrad) war eine sowjetische Polarforscherin und Ornithologin.

## Leben
Demmes Vater deutsch-baltischer Herkunft Ludwig Fjodorowitsch Demme war ein Nähmaschinen- und Fahrrad-Händler. Nach einer Familienlegende stammte er aus der Familie Baron von Medem und verbarg aus unbekannten Gründen durch Umstellung seines Namens seine Identität. Die Mutter war die Bäuerin Marija Iwanowna Rjabzewa. Die Ehe der Eltern war nicht registriert, sodass die Tochter Nina als Tochter einer Bauernjungfer mit dem Namen des Taufpaten registriert wurde.
Demme besuchte das Gymnasium und nahm an der Oktoberrevolution teil. 1919 wurde sie Mitglied des Komsomol-Gouvernementskomitees. Sie absolvierte kurze Schulungskurse und wurde in das Gouvernement Ufa zur Arbeit in den süduraler Hüttenwerken geschickt. Darauf wurde sie zur politischen Bildungsarbeit nach Moskau geschickt und nahm an akademischen Veranstaltungen teil. Später führte sie Arbeiten zur Proletarisierung der Leningrader Hochschulen durch und war Sekretärin der Hochschulzelle. Daneben absolvierte sie einen Wissenschaftskurs an der Universität Leningrad in der Geographie-Fakultät.
Nach dem Beschluss zur Organisation einer Arktis-Expedition auf dem Eisbrecher Sedow wurde Demme Expeditionsmitglied unter der Leitung Otto Schmidts. Während eines ganzen Jahres untersuchte Demme auf der Hooker-Insel die Landschaft und die meteorologischen, geomorphologischen und hydrologischen Verhältnisse. Als erste Frau leitete sie das Winterlager auf der Domaschni-Insel 1932–1934.

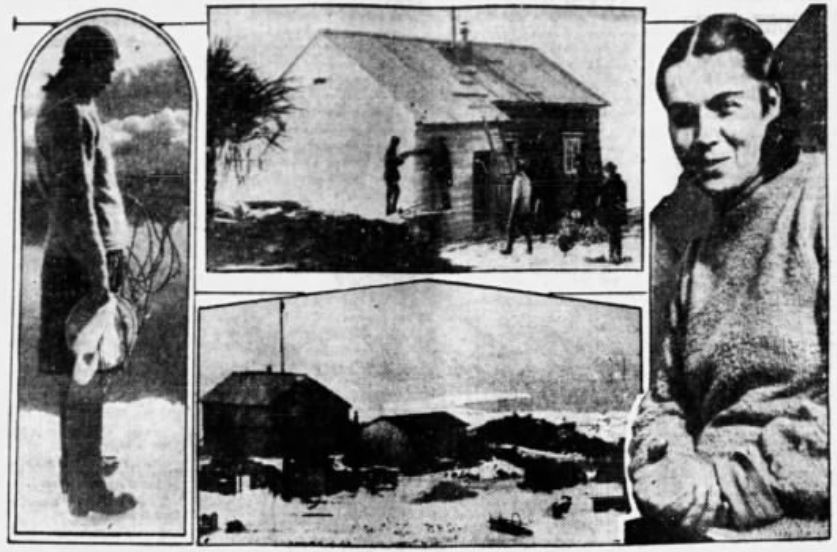
Demme im Expeditionslager (1931)

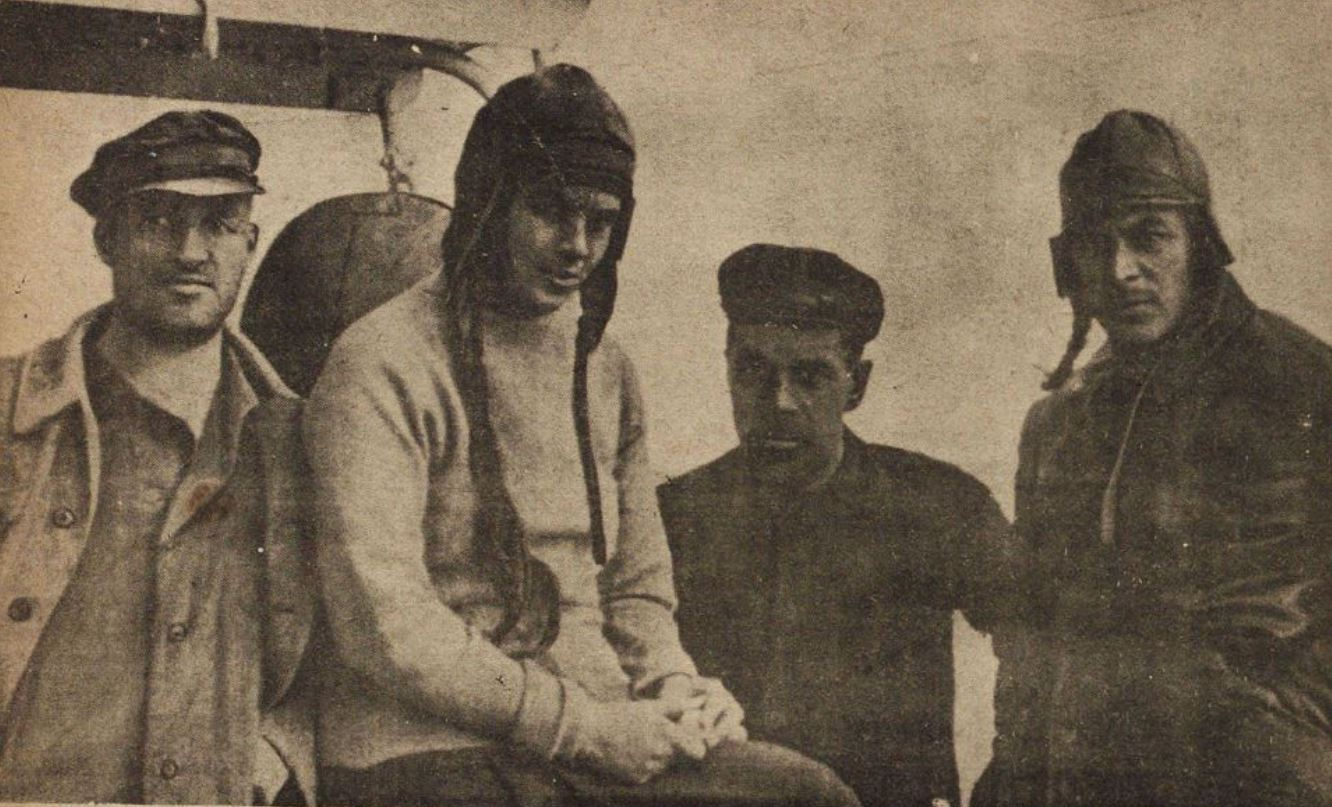
Demme beim Verlassen des Winterlagers (1932)

Nach dem Deutsch-Sowjetischen Krieg verteidigte Demme 1946 ihre Dissertation über die Eiderenten-Nistkolonien auf Nowaja Semlja und die Organisation der Eiderenten-Wirtschaft mit Erfolg für die Promotion zur Kandidatin der biologischen Wissenschaften. Ab 1949 war sie Dozentin und lehrte Zoologie in Leningrad. In Sibirien züchtete sie Silberfüchse. 1959 ging sie krankheitshalber in Pension.
Demme war mit dem Polarforscher und Geographen Iwan Iwanow (1905–1952) verheiratet, der 1928 an den Rettungsfahrten des Eisbrechers Krasin und auch an der Sedow-Expedition teilgenommen hatte.
Demme starb am 16. März 1977 und wurde gemäß ihrem letzten Willen in Kostroma auf dem städtischen Friedhof begraben.